# Madeline Palmer
Madeline Palmer (9 ottobre 1995) è una pallavolista statunitense, schiacciatrice dello Genève.

## Carriera

### Club
La carriera di Madeline Palmer inizia nei tornei scolastici della Carolina del Sud, ai quali partecipa con la Hillcrest HS. Dopo il diploma, si disimpegna con la Radford nella lega universitaria NCAA Division I, dove gioca dal 2014 al 2017.
Firma il suo primo contratto professionistico nelle Filippine, dove partecipa alla PVL Reinforced Conference 2018 col Pocari Sweat. Nella stagione 2018-19 è impegnata nella seconda divisione francese col Terville Florange, conquistando la promozione in Ligue A e la vittoria nella Coppa di Francia amatoriale; nella stagione seguente approda nella Lentopallon Mestaruusliiga finlandese, dove col LiigaPloki si aggiudica la Coppa di Finlandia.
Per il campionato 2020-21 gioca nella 1. Bundesliga tedesca con l'Erfurt, prima di trasferirsi per il campionato seguente allo Genève, nella Lega Nazionale A svizzera.

## Palmarès

### Club
- Coppa di Francia amatoriale femminile: 1

2018-19
- Coppa di Finlandia: 1

2019